# Sverre Farstad
Sverre Farstad (n. 8 februarie 1920, Trondheim, Norvegia – d. 27 martie 1978, Oslo, Norvegia) a fost un patinator de viteză ce a reprezentat Norvegia, medaliat olimpic. A participat la o ediție a Jocurilor Olimpice (1948) în care a câștigat o medalie de aur.

## Participări
Lista de mai jos prezintă principalele competiții la care a participat Sverre Farstad de-a lungul carierei.
- Pattinaggio di velocità ai V Giochi olimpici invernali - 1500 m maschile[*]